# Stanisław Smoleń
Stanisław Smoleń (ur. 5 sierpnia 1927 w Męcinie zm. 11 lutego 2021 w Szczecinie) – generał brygady WP.
1943-1945 był uczniem szkoły rzemieślniczej, a od 1946 liceum w Nowym Sączu. 1948-1950 mechanik-kierowca w 8 pułku czołgów w Tarnowie, gdzie skończył podoficerską szkołę broni pancernej. W 1950 przeniesiony do rezerwy, w 1951 skończył liceum. W maju 1951 ponownie powołany do WP, skończył ze stopniem chorążego kurs podchorążych w Technicznej Oficerskiej Szkole Wojsk Pancernych i Zmechanizowanych w Poznaniu. Pomocnik dowódcy kompanii w 6 pułku czołgów ciężkich we Wrocławiu, od 1955 kierownik warsztatów remontowych w 15 Szkolnym Pułku Czołgów w Gliwicach. 1958-1959 zaocznie studiował na Wydziale Mechanicznym Politechniki Gliwickiej, a 1959-1964 w WAT w Warszawie, po czym został magistrem inżynierem i starszym pomocnikiem kierownika sekcji technicznej 82 pułku zmechanizowanego w Kołobrzegu. Pomocnik, potem starszy pomocnik szefa wydziału technicznego 8 Dywizji Zmechanizowanej. W 1969 został zastępcą dowódcy 16 pułku czołgów ds. technicznych w Słupsku, od 1972 szef Służb Technicznych - zastępca dowódcy 12 Dywizji Zmechanizowanej w Szczecinie. W 1977 skończył Podyplomowe Studium Operacyjno-Strategiczne w Akademii Sztabu Generalnego WP w Warszawie, 1978-1982 szef Służby Czołgowo-Samochodowej Pomorskiego Okręgu Wojskowego  w Bydgoszczy, później do 1989 był szefem Służb Technicznych - zastępcą dowódcy POW ds. technicznych. Jesienią 1984 przewodniczący Rady Państwa prof. Henryk Jabłoński nadał mu stopień generała brygady. 1989-1990 szef Wojewódzkiego Sztabu Wojskowego w Szczecinie. W maju 1991 przeszedł w stan spoczynku, mieszkał w Szczecinie.

## Odznaczenia
- Krzyże Oficerski Orderu Odrodzenia Polski (1982)
- Krzyż Kawalerski Orderu Odrodzenia Polski (1975)
- Srebrny Krzyż Zasługi (1968)
- Złoty Medal „Siły Zbrojne w Służbie Ojczyzny” (1971)
- Srebrny Medal Siły Zbrojne w Służbie Ojczyzny
- Brązowy Medal Siły Zbrojne w Służbie Ojczyzny
- Złoty Medal „Za zasługi dla obronności kraju” (1978)
- Srebrny Medal „Za zasługi dla obronności kraju”
- Brązowy Medal „Za zasługi dla obronności kraju”
- Medal „Za zasługi dla Pomorskiego Okręgu Wojskowego”